# Gàidhealtachd
Gàidhealtachd (gaélico escocês: [kɛːəlˠ̪t̪əxk]), também conhecido como A'Ghàidhealtachd, designa correntemente as Terras Altas e ilhas da Escócia, e, em especial, a cultura e língua gaélicas associadas à área. A palavra irlandesa correspondente, Gaeltacht, refere-se estritamente a uma área de irlandófona. O termo é também usado para designar as regiões canadenses onde o gaélico escocês tem sido tradicionalmente utilizado como língua vernácula, notadamente algumas áreas da Nova Escócia e o condado de Glengarry, em Ontário
O termo Gàidhealtachd não é imediatamente intercambiável com o termo Terras Altas, uma vez que se refere à área cultural gaélica e não a uma região geográfica. Ademais, em muitas partes do planalto escocês o gaélico deixou de ser utilizado como língua vernácula há tempos, sendo predominante o uso do inglês e do scots, nomeadamente nos condados de Caithness, Cromarty, Grantown-on-Spey e Campbeltown. 